# Sredni Vashtar
 (février 2022).
La mise en forme du texte ne suit pas les recommandations de Wikipédia : il faut le « wikifier ».
Les points d'amélioration suivants sont les cas les plus fréquents :
- Les titres sont pré-formatés par le logiciel. Ils ne sont ni en capitales, ni en gras.
- Le texte ne doit pas être écrit en capitales (les noms de famille non plus), ni en gras, ni en italique, ni en « petit »…
- Le gras n'est utilisé que pour surligner le titre de l'article dans l'introduction, une seule fois.
- L'italique est rarement utilisé : mots en langue étrangère, titres d'œuvres, noms de bateaux, etc.
- Les citations ne sont pas en italique mais en corps de texte normal. Elles sont entourées par des guillemets français : « et ».
- Les listes à puces sont à éviter, des paragraphes rédigés étant largement préférés. Les tableaux sont à réserver à la présentation de données structurées (résultats, etc.).
- Les appels de note de bas de page (petits chiffres en exposant, introduits par l'outil «  Source ») sont à placer entre la fin de phrase et le point final[comme ça].
- Les liens internes (vers d'autres articles de Wikipédia) sont à choisir avec parcimonie. Créez des liens vers des articles approfondissant le sujet. Les termes génériques sans rapport avec le sujet sont à éviter, ainsi que les répétitions de liens vers un même terme.
- Les liens externes sont à placer uniquement dans une section « Liens externes », à la fin de l'article. Ces liens sont à choisir avec parcimonie suivant les règles définies. Si un lien sert de source à l'article, son insertion dans le texte est à faire par les notes de bas de page.
- La présentation des références doit suivre les conventions bibliographiques. Il est recommandé d'utiliser les modèles {{Ouvrage}}, {{Chapitre}}, {{Article}}, {{Lien web}} et/ou {{Bibliographie}}. Le mode d'édition visuel peut mettre en forme automatiquement les références.
- Insérer une infobox (cadre d'informations à droite) n'est pas obligatoire pour parachever la mise en page.

Pour une aide détaillée, merci de consulter Aide:Wikification.
Si vous pensez que ces points ont été résolus, vous pouvez retirer ce bandeau et améliorer la mise en forme d'un autre article.
Sredni Vashtar est une nouvelle écrite par Saki (Hector Hugh Munro) entre 1900 et 1911 et publiée pour la première fois dans son livre de 1912 Les Chroniques de Clovis. Elle a été adaptée pour l'opéra, le cinéma, la radio et la télévision.

## Synopsis
Conradin, un garçon maladif de 10 ans, vit sous la garde de sa cousine autoritaire et despotique, Mme De Ropp, qu'il méprise. Il s'appuie sur sa vive imagination non seulement pour survivre aux brimades de sa cousine, mais également comme moyen d'évasion. Rétif aux soins oppressants de Mme De Ropp, Conradin garde secrètement deux animaux dans un cabanon désaffecté au fond du jardin : une poule de Houdan, qu'il adore, et un furet qu'il craint et garde enfermé dans un clapier. Peu à peu, Conradin nomme le furet Sredni Vashtar, et commence à le vénérer comme un dieu. Chaque semaine, il lui apporte des offrandes de fleurs et de baies, et à certaines occasions spéciales, de la noix de muscade volée.
Mme De Ropp finit par s'inquiéter des visites longues et répétées de Conradin au cabanon. Elle découvre la poule et la vend, puis annonce cette vente à Conradin, s'attendant à une protestation. À sa grande surprise, le garçon demeure silencieux, mais en secret, il change ses rituels d'adoration et demande à son dieu une faveur sans la définir : « Fais une chose pour moi, Sredni Vashtar. »
Comme les visites de Conradin dans l'abri ne cessent pas, Mme De Ropp poursuit son enquête et découvre le clapier verrouillé. Soupçonnant des cobayes, elle fouille la chambre de l'enfant, trouve la clé, et descend jusqu'au cabanon, interdisant à Conradin de sortir de la maison. Pendant son absence, Conradin sachant parfaitement que son dieu n'est qu'un furet, attend le retour de sa cousine, qu'il anticipe triomphal, et reconnaît lentement la défaite de son imagination. Mais, alors que le temps passe et que Mme De Ropp ne réapparaît pas, Conradin commence à chanter un chant de victoire. Finalement, il voit le furet sortir du hangar, avec des taches sombres et humides autour de ses mâchoires et de sa gorge, puis s'échapper du jardin.
Une femme de chambre annonce le thé et demande Mme De Ropp. Tout en beurrant une tartine, Conradin lui répond qu'elle est allée au cabanon. Alors qu'il savoure sa tartine, il entend les hurlements de la femme de chambre suivis des appels à l'aide du personnel de cuisine et plus tard le bruit de quelque chose de lourd transporté dans la maison. Alors que des voix discutent nerveusement de qui devrait annoncer la nouvelle au garçon, Conradin se prépare calmement une autre tartine.

## Adaptations
Le 15 septembre 1941, le premier épisode de la série radiophonique de CBS The Orson Welles Show consistait en l'adaptation de Sredni Vashtar. Blanche Yurka interprétait Mme De Ropp, Conrad Binyon jouait le rôle de Conradin et Brenda Forbes interprétait Matilda.
Sredni Vashtar a été adapté trois fois en opéra de chambre. En 1988, le compositeur Robert Steadman et l'auteur Richard Adams ont écrit un Sredni Vashtar d'une durée de 75 minutes. En 1996, le compositeur d'origine cubaine Jorge Martin et le librettiste Andrew Joffe avec l'American Chamber Orchestra ont produit Beast and Superbeast, une série de quatre opéras de chambre basés sur des histoires de Saki, dont Sredni Vashtar. Martin a également composé le morceau Fantaisie au piano sur Sredni Vashtar. En 2010, l'histoire a de nouveau été adaptée par Nicholas Pavkovic et Jim Coughenour et jouée au Conservatoire de musique de San Francisco.
Cette histoire a été adaptée pour la télévision américaine et diffusée dans une série d'anthologies de fantômes intitulée Great Ghost Tales, le 24 août 1961. L'histoire de Sredni Vashtar était à la base du film d'horreur de 1979 The Orphan, également connu sous le nom de Friday the 13th: The Orphan (sans rapport avec la série de films éponymes), du réalisateur John Ballard. En 1980, il a été adapté pour Spine Chillers. En 1981, le court métrage Sredni Vashtar du réalisateur britannique Andrew Birkin a remporté un prix BAFTA et a été nommé aux Oscars. En 2003, Angela M. Murray a produit une version de l'histoire dans la série Tartan Shorts pour la BBC, se déroulant en Écosse et comprenant des marionnettes d'ombres. "Sredni Vashtar" a ensuite été adapté, avec deux autres histoires de Saki, dans le cadre d'une émission de 2007 sur BBC4 intitulée Who Killed Mrs De Ropp? 
Tom Baker a lu l'histoire dans le cadre de la série 1978 de la BBC Late Night Story.
L'histoire a également inspiré à trois reprises des réalisateurs tchèques. Vaclav Bedrich en a fait un film d'animation en 1980. Le film de fin d'études de 1981 de Martin Faltyn de l'Institut cinématographique Gerasimov est une adaptation de Sredni Vashtar. En 1995, Pavel Marek a adapté l'histoire dans son film de fin d'études à la FAMU.

## Dans la culture populaire
Dans le manga Parasite: reversi de Moare Ohta, publié aux éditions Glénat, l'antagoniste principal vénère le parasite implanté dans son bras comme un dieu, qu'il a appelé "Sredni Vashtar".